# Guaratuba
Guaratuba ist ein brasilianisches Munizip im Südosten des Bundesstaats Paraná. Es hatte 2021 geschätzt 37.974 Einwohner, die sich Guaratubaner nennen. Seine Fläche beträgt 1.327 km². Es liegt 7 Meter über dem Meeresspiegel.

## Etymologie
Der Name kommt aus dem Tupi-Guarani. Er bedeutet: guira = Vogel und tuba = viele. Es handelt sich offensichtlich um eine Anspielung auf die enorme Anzahl von Vögeln, die in dieser Bucht anzutreffen sind.

## Geschichte

### Besiedlung
Am 26. Januar 1765 beauftragte König Josef I. von Portugal mit Unterstützung von Sebastião José de Carvalho e Melo, Marquês de Pombal, den Generalkapitän des Kapitanats São Paulo, Luís António de Sousa Botelho Mourão (auch unter seinem Titel 4. Morgado de Mateus bekannt), mit der Gründung von Siedlungen an günstigeren Orten in Brasilien.
Mit einem Dekret vom 5. Dezember 1765 beauftragte dieser seinen Bruder Afonso Botelho de Sam Payo e Souza mit der Gründung einer Siedlung an der Bucht von Guaratuba. Dieser war Oberstleutnant der Hilfstruppen und eine prominente Persönlichkeit in der Regierung des Kapitanats von Paranaguá. Da es an Arbeitskräften für eine rasche Besiedlung fehlte, wandte sich Afonso Botelho an den Generalkapitän des Kapitanats von São Paulo, um Siedler zu entsenden. Mit der Ankunft dieser Kolonisatoren entwickelte sich die Siedlung rasch.
Die militärischen Erfordernisse veranlassten insbesondere angesichts der versuchten Besetzung der Insel Santa Catarina durch spanische Truppen im Jahr 1768 die Regierung des Kapitanats jedoch, das Dorf Guaratuba in die Kategorie Vila zu erheben. So wurde die Siedlung Guaratuba am 27. April 1771 in den Rang einer Vila erhoben und erhielt den Namen São Luiz de Guaratuba da Marinha.
Im Jahr 1938 wurde das Munizip aufgelöst und in einen Distrikt des Munizips Paranaguá umgewandelt. Dies wurde 1947 wieder rückgängig gemacht.

### Erhebung zum Munizip
Guaratuba wurde durch das Staatsgesetz Nr. 2 vom 10. Oktober 1947 aus Paranaguá ausgegliedert und in den Rang eines Munizips erhoben. Es wurde am 25. Oktober 1947 als Munizip installiert.

## Geografie

### Fläche und Lage
Guaratuba liegt in der Küstenebene von Paraná. Seine Fläche beträgt 1327 km². Es liegt auf einer Höhe von 7 Metern.

### Vegetation
Das Biom von Guaratuba ist Mata Atlântica.

### Klima
Das Klima ist gemäßigt warm. Es werden hohe Niederschlagsmengen verzeichnet (1928 mm pro Jahr). Im Jahresdurchschnitt liegt die Temperatur bei 21,4 °C. Die Klimaklassifikation nach Köppen und Geiger lautet Cfa.

### Gewässer
Guaratuba liegt im Einzugsgebiet des Südatlantik. Der Rio São João durchfließt das Munizipgebiet und bildet auf den letzten 16 Kilometern eine langgestreckte Küstenlagune.

### Straßen

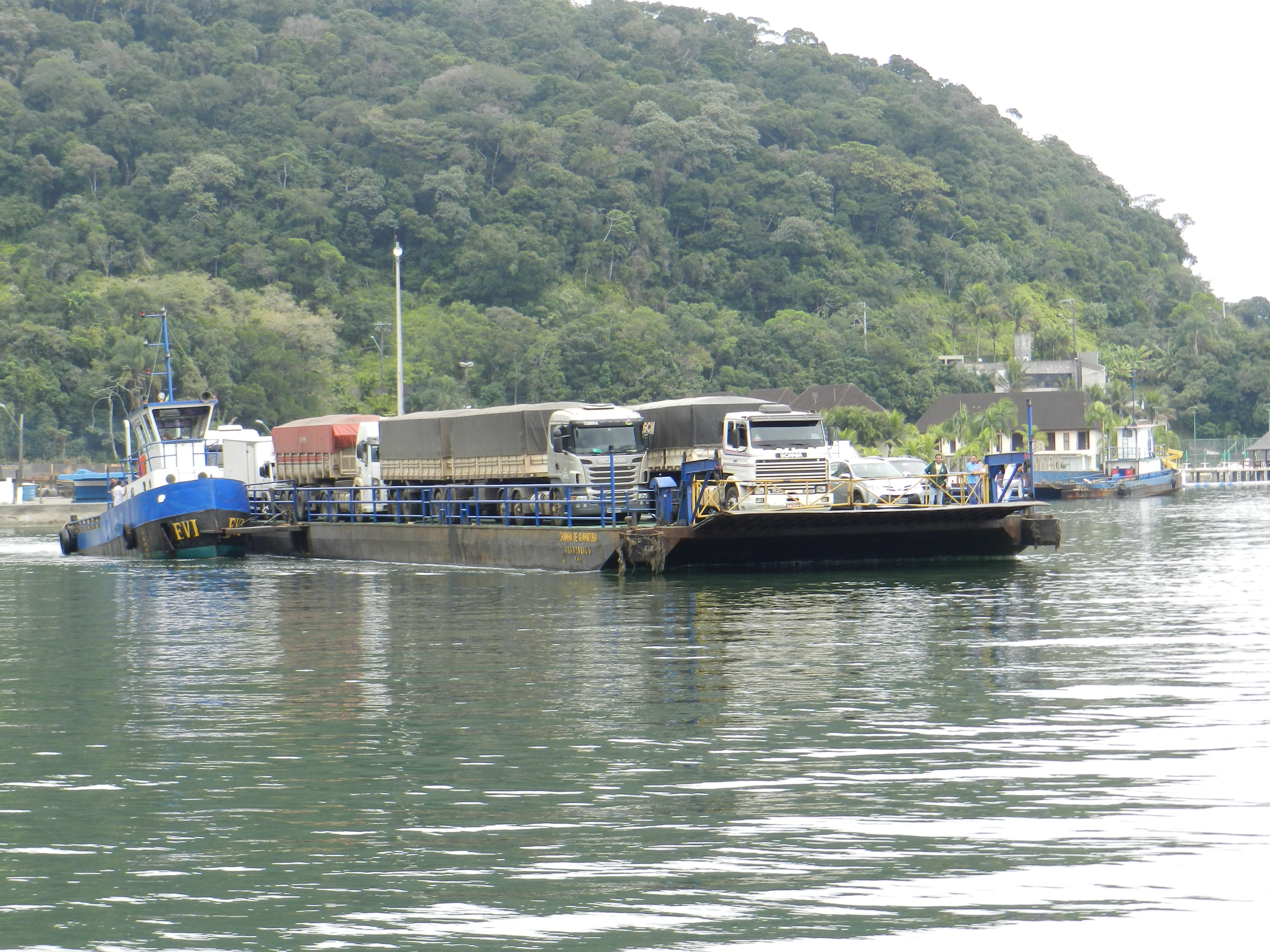
Fähre an der PR-412 über die São-João-Lagune bei Guaratuba

Guaratuba ist über die PR-412 mit Garuva in Santa Catarina und im Norden mit Matinhos und Paranaguá verbunden, wobei die São-João-Lagune mit einer etwa 1,2 km langen Fährverbindung überquert wird.

### Nachbarmunizipien
| Morretes und São José dos Pinhais | Matinhos und Paranaguá                      |  |
| Tijucas do Sul                    | Kompassrose, die auf Nachbargemeinden zeigt |  |
| Garuva (SC)                       | Itapoá (SC)                                 |  |

## Stadtverwaltung
Bürgermeister: Roberto Cordeiro Justus, DEM (2021–2024)
Vizebürgermeister: Edison Roberto Correa Camargo, PSD (2021–2024)

## Demografie

### Bevölkerungsentwicklung
| Jahr | Einwohner | Stadt | Land |
| ---- | --------- | ----- | ---- |
| 1950 | 4.439     | 21 %  | 79 % |
| 1960 | 6.694     | 38 %  | 62 % |
| 1970 | 9.734     | 59 %  | 41 % |
| 1980 | 12.178    | 67 %  | 33 % |
| 1991 | 17.998    | 78 %  | 22 % |
| 2000 | 27.257    | 85 %  | 15 % |
| 2010 | 32.095    | 90 %  | 10 % |
| 2021 | 37.974    |       |      |

Quelle: IBGE, bis 2010: Volkszählungen und für 2021: Schätzung

### Ethnische Zusammensetzung
| Gruppe * | 1991    | 2000    | 2010    | wer sich als …                                                                   |
| --- | ------- | ------- | ------- | -------------------------------------------------------------------------------- |
| Weiße | 85,8 %  | 81,8 %  | 73,8 %  | weiß bezeichnet                                                                  |
| Schwarze | 0,3 %   | 2,9 %   | 1,8 %   | schwarz bezeichnet                                                               |
| Gelbe | 0,1 %   | 0,3 %   | 0,1 %   | von fernöstlicher Herkunft wie japanisch, chinesisch, koreanisch etc. bezeichnet |
| Braune | 13,7 %  | 14,1 %  | 24,1 %  | braun oder als Mischung aus mehreren Gruppen bezeichnet                          |
| Indigene | 0,1 %   | 0,2 %   | 0,2 %   | Ureinwohner oder Indio bezeichnet                                                |
| ohne Angabe | 0,0 %   | 0,7 %   | 0,0 %   |                                                                                  |
| Gesamt | 100,0 % | 100,0 % | 100,0 % |                                                                                  |
| *) Anmerkung: Das IBGE verwendet für Volkszählungen ausschließlich diese fünf Gruppen. Es verzichtet bewusst auf Erläuterungen. Die Zugehörigkeit wird vom Einwohner selbst festgelegt. |         |         |         |                                                                                  |

Quelle: IBGE (Stand: 1991, 2000 und 2010)

## Wirtschaft

### Kennzahlen
Mit einem Bruttoinlandsprodukt pro Einwohner von 23.625,23 R$ (rund 5.300 €) lag Guaratuba 2019 an 287. Stelle der 399 Munizipien Paranás.
Sein hoher Index der menschlichen Entwicklung von 0,717 (2010) setzte es auf den 144. Platz der paranaischen Munizipien.